# Xã Grant, Quận Putnam, Missouri
Xã Grant (tiếng Anh: Grant Township) là một xã thuộc quận Putnam, tiểu bang Missouri, Hoa Kỳ. Năm 2010, dân số của xã này là 210 người.